# Ta-li (kraj v Jün-nanu)
Ta-li (čínsky pchin-jinem Dàlǐ, znaky zjednodušené 大理), plným názvem Pajský autonomní kraj Ta-li (čínsky v českém přepisu Ta-li paj-cu c’-č’-čou, pchin-jinem Dàlǐ Báizú Zìzhìzhōu, znaky zjednodušené 大理白族自治州), je autonomní kraj v provincii Jün-nan v jihozápadní Číně. Má rozlohu přes 28 tisíc km² a roku 2020 v něm žilo 3,3 milionu obyvatel.

## Geografie

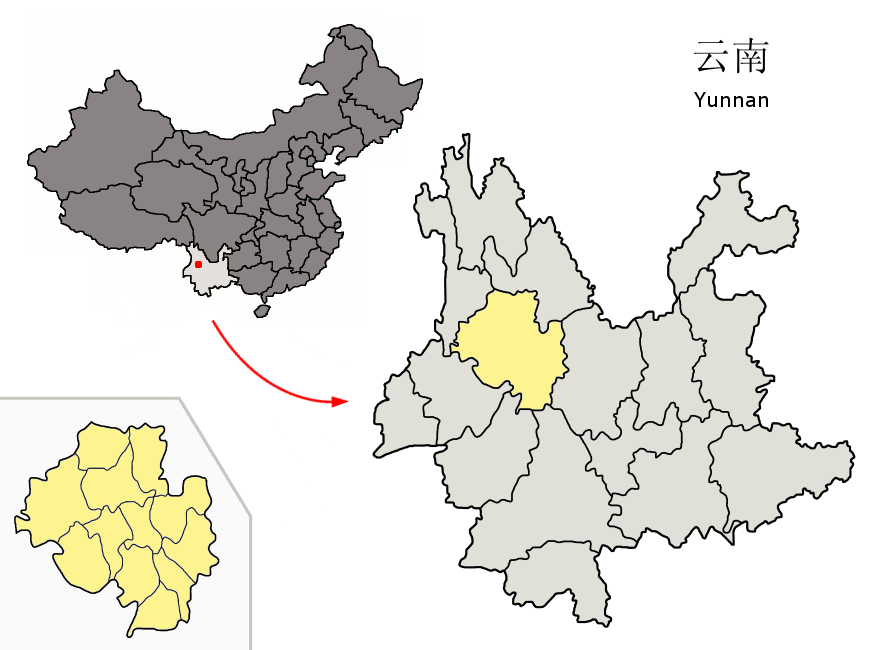
Ta-li (žlutě) v provincii Jün-nan

Pajský autonomní kraj Ta-li se nachází v centru západní poloviny provincie Jün-nan v jihozápadní Číně. Na severozápadě hraničí s autonomním krajem Nu-ťiang, na severu s městskou prefekturou Li-ťiang, na východě s autonomním krajem Čchu-siung, na jihovýchodě, jihu a jihozápadě po řadě s městskými prefekturami Pchu-er, Lin-cchang a Pao-šan.

## Demografie
Podle sčítání lidu roku 2020 žilo v kraji 3 337 559 obyvatel na rozloze 28 300 km². O deset let dříve bylo v kraji napočteno 3 456 323 obyvatel, roku 2000 3 296 552 obyvatel. Roku 2000 bylo 50,4 % obyvatel Chanů, z dalších národností zde žili především Pajové (32,8 %) a Iové (12,9 %); zbytek (3,9 % obyvatelstva) tvořili příslušníci jiných národností.

## Administrativní členění
Autonomní kraj Ta-li se člení na dvanáct celků okresní úrovně, a sice jeden městský okres, osm okresů a tři autonomní okresy.
| jezero Er městský okres · Ta-li okres · Siang-jün okres · Pin-čchuan okres · Mi-tu okres · Jung-pching okres · Jün-lung okres · Er-jüan okres · Ťien-čchuan okres · Che-čching autonomní okres · Jang-pi autonomní okres · Nan-ťien autonomní okres · Wej-šan |                    |                       |                    |                                  |
| Název | Název              | Počet obyvatel (2020) | Rozloha km² (2020) | Hustota zalidnění (obyv. na km²) |
| český přepis | znaky              | Počet obyvatel (2020) | Rozloha km² (2020) | Hustota zalidnění (obyv. na km²) |
| Městský okres |                    |                       |                    |                                  |
| Ta-li | 大理市             | 771 128               | 1 740              | 443                              |
| Okresy |                    |                       |                    |                                  |
| Siang-jün | 祥云县             | 406 642               | 2 432              | 167                              |
| Pin-čchuan | 宾川县             | 341 319               | 2 532              | 135                              |
| Mi-tu | 弥渡县             | 261 205               | 1 527              | 171                              |
| Jung-pching | 永平县             | 164 613               | 2 790              | 59                               |
| Jün-lung | 云龙县             | 182 977               | 4 638              | 42                               |
| Er-jüan | 洱源县             | 248 147               | 2 530              | 98                               |
| Ťien-čchuan | 剑川县             | 160 471               | 2 238              | 72                               |
| Che-čching | 鹤庆县             | 243 031               | 2 363              | 103                              |
| Autonomní okresy |                    |                       |                    |                                  |
| Jang-pi (iský) | 漾濞彝族自治县     | 97 610                | 1 861              | 52                               |
| Nan-ťien (iský) | 南涧彝族自治县     | 192 942               | 1 739              | 111                              |
| Wej-šan (iský a chuejský) | 巍山彝族回族自治县 | 267 474               | 2 181              | 123                              |
| |                    |                       |                    |                                  |
| Celkem | Celkem             | 3 337 559             | 28 300             | 118                              |